# Natzarenisme
El natzarenisme és un moviment artístic fundat al començament del segle xix per artistes alemanys a Viena i Roma. Els pintors natzarens o puristes, influenciats a la vegada pel catolicisme i el romanticisme tenien per objectiu renovar l'art religiós des de l'estudi dels antics mestres italians i alemanys i reviure l'honradesa i espiritualitat de l'art cristià medieval. El llenguatge artístic és fortament influenciat pel neoclassicisme lineal de David.

## Història
Les convulsions històriques i socials de principis del segle xix van provocar l'enyorança pels temps passats i la restauració de l'esperit nacional. En aquesta restauració, els natzarens alemanys van ser el moviment pictòric que més propagació va tenir.
Els pintors alemanys Friedrich Overbeck i Franz Pforr, estudiants de l'Acadèmia de Viena van fundar, el 10 de juliol de 1809, la Lukasbrüder, la Confraria de Sant Lluc, sant patró dels pintors. El nom delata la inspiració medieval, i la pretensió d'establir les bases de la pintura sobre la religió i un bon treball artesanal; volien restaurar així "la veritat i la puresa" de la pintura anterior a la pintura virtuosa del Renaixement. La Confraria de Sant Lluc va ser la primera associació artística moderna.
Van trencar amb el neoclassicisme de l'Acadèmia i, el 1810, quatre dels cofrares, Overbeck, Pforr, Ludwig Vogel i Johann Konrad Hottinger es van traslladar a Roma. Van ocupar el monestir abandonat de Sant Isidor, disposats a dur una existència de recolliment pràcticament monacal, relacionant-se profundament amb la naturalesa i els mitjans de vida artesanals dels tallers de l'edat mitjana. Per la seva vestimenta i llargues cabelleres, els van començar a anomenar, irònicament, natzarens, nom que es va acceptar com denominació d'aquest moviment. Els protestants es van convertir al catolicisme. A diferència dels gremis medievals en els quals s'inspiren, la seva dedicació a la pintura neix d'una decisió personal, tret romàntic, actitud que no eximeix un cert amor propi i consciència missionera.
En l'etapa inicial d'aquesta associació, el pintor que més influïa era Pforr, imaginatiu i apassionat, bolcat en la rememoració de les escenes cavalleresques medievals. En morir, el moviment es tornà més religiós sota la influència de Overbeck. L'art dels natzarens es torna cap a una pietat senzilla. Produïren una versió esquematitzada de l'art del primer Rafael.
A aquesta comunitat conventual es varen unir artistes de Düsseldorf i Múnic: Wilhelm von Schadow, Peter von Cornelius (el 1811), Philipp Veit (1815) i Julius Schnorr von Carolsfeld (el 1818) i altres artistes alemanys. Van conèixer al pintor paisatgista austríac Joseph Antón Koch (1768–1839), que es va convertir en una espècie de tutor oficiós del grup. La influència de Peter von Cornelius es deixa notar al canalitzar la seva creativitat cap a un restauracionisme més secular. Sota la seva influència, el grup es bolca en l'elaboració de frescos monumentals.
.

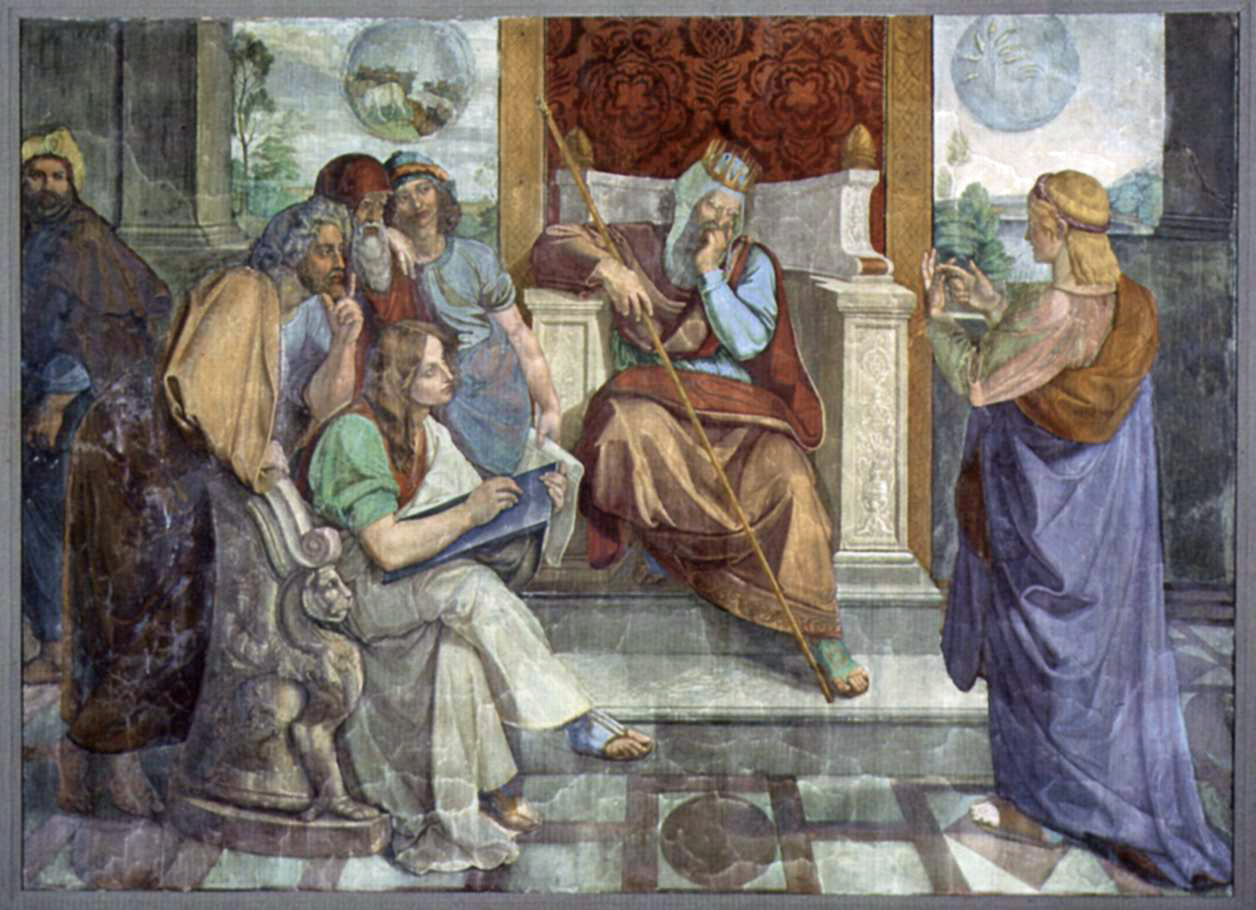
Josep interpretant el somni del faraó, de Peter von Cornelius, fresc a la Casa Bartholdy de Roma, 1816-1817

El més destacat és el que van fer per encàrrec de Jacob Salomon Bartholdy, (1779-1825), cònsol general de Prussià a Roma. Els va encarregar la decoració de les seves estances llogades en el Palazzo Zuccari, avui salons de recepció de la Biblioteca Hertziana. Van ressuscitar la tradicional tècnica del fresc. Es van realitzar entre 1816-1817, amb el tema bíblic de la Història de Josep. Pintat a la manera del Quattrocento. Aquesta obra va proporcionar gran celebritat al grup, en particular a Peter von Cornelius, que va ser requerit a les acadèmies de Düsseldorf i Múnic. La força expressiva dels gestos i la fisonomia de les seves figures es corresponien plenament amb la seva monumental grandària. Els frescos, arrencats el 1887, es troben actualment a Berlín, en la Alte Nationalgalerie.
A aquesta obra li va seguir l'encàrrec, el 1817 efectuat pel marquès Carlo Massimo, perquè decoressin la seva casa al Laterano, el Casino Massimo, amb temes de La Divina Comèdia de Dant, de l'Orland Furiós de Ariosto, de la Jerusalem alliberada de Torcuato Tasso i de Petrarca. En les estances dedicades a Dant, Cornelius va realitzar el paradís, mentre que Horny va fer les garlandes de fruites i flors. En marxar Cornelius a Múnic, el marquès, per suggeriment de Koch, va confiar la finalització de l'encàrrec a Philipp Veit, el qual no el finalitza; aleshores fou el mateix Koch qui va assumir el treball. En la sala de Tasso pinta Overbeck. A la mort del marquès en 1827 els pintors marxen a Assís. El 1827 es va unir al grup Joseph von Führich, que residí a Roma fins al 1829; ell s'encarrega d'acabar els frescos. En l'habitació central la decoració, inspirada per Ariosto, s'encomana a Julius Schnorr von Carolsfeld, a Roma des de 1818, qui la finalitza sol. Aquesta obra va ser conclosa el 1827.
Els frescos de la casa Bartholdy van tenir gran ressò a Alemanya. Aquests artistes representaven l'Idealisme i descobrien un llenguatge pictòric alemany. En efecte, es va adoptar aquest estil restauracionista com a forma oficial de l'art monumental nacional, especialment a Múnic.
El 1819 els natzarens van organitzar una exposició col·lectiva en ocasió de la visita de l'emperador d'Àustria. Friedrich von Schlegel, conseller de Metternich, va escriure una llarga descripció de l'exposició i, encara que l'emperador no els va parar esment, el príncep hereu de Baviera, futur Lluís I de Baviera, els va admirar profundament i de seguida els va convidar a anar a Múnic.
L'any 1830, els pintors ja s'havien separat, seguint cadascun el seu propi camí. La majoria va tornar a Alemanya, on van ocupar càrrecs oficials: 
- Peter von Cornelius a Múnic (on Lluís I de Baviera va pujar al tron el 1825). Cornelius adquirí gran reputació a Múnic on els seus deixebles influïren en altres indrets d'Alemanya.
- Wilhelm von Schadow a Düsseldorf el 1826.
- Philippe Veit va ser nomenat director del Museu Municipal d'Art de Frankfurt del Main, el 1830. El 1854 assumeix el lloc de director de la Galeria Municipal de Magúncia.
- Julius Schnorr von Carolsfeld, per la seva banda, va rebre importants encàrrecs oficials a Múnic, com la decoració de la Residenz de la ciutat. Des de 1827 ensenya a l'Acadèmia de Múnic i, el 1846, fou nomenat director de la Galeria de Pintures i de l'Acadèmia de Dresden.
- Overbeck va quedar com únic natzarè a Roma on fou admirat per Ingres.

Aquest estil va tenir gran influència en altres pintors europeus, decaient únicament a partir de 1840, a causa de l'influx del realisme.

## Natzarenisme català

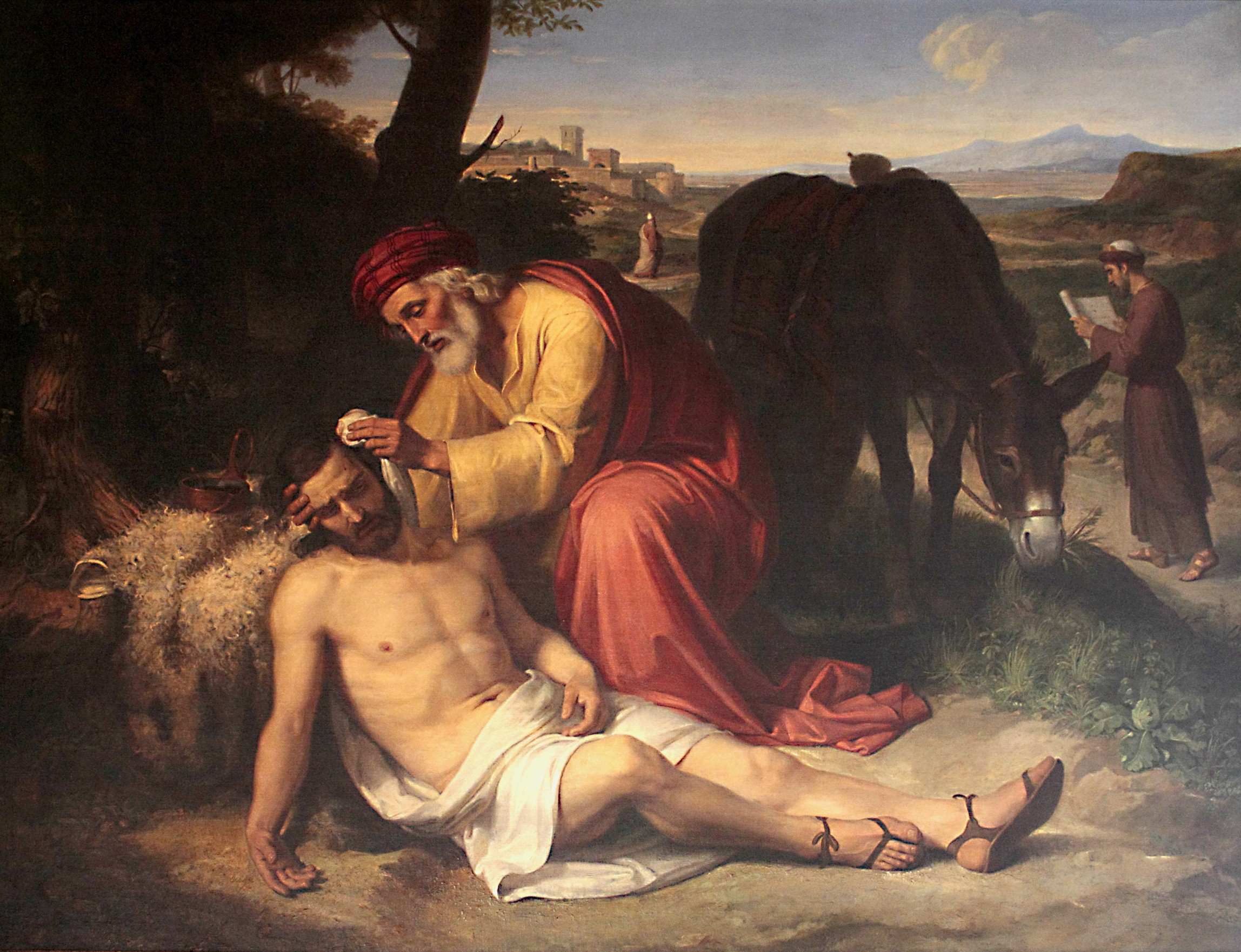
El bon samarità (1838), oli de Pelegrí Clavé i Roquer, Reial Acadèmia Catalana de Belles Arts de Sant Jordi (inv. 217).

Els pintors autòctons es van inspirar en els natzarens alemanys i els puristes italians. Quan van viatjar a Roma, entre el 1833 i el 1845, van conèixer Johann Friedrich Overbeck, Tommaso Minardi o Pietro Tenerani i van adoptar-ne els pressupostos estètics i ideològics.
L'adhesió al moviment es traspuava en les obres. Es van decantar pel dibuix i la línia davant del color i pels temes històrics i religiosos. A més, l'actitud era continguda i mostraven predilecció per les representacions del primitivisme italià.
Un dels autors més destacats i més fidels al moviment natzarista va ser Claudi Lorenzale i Sugrañes (Barcelona, 1815-1889). Lorenzale era pintor i professor i va tenir una gran influència en l'àmbit artístic oficial català. Va ser l'autor del quadre més emblemàtic del moviment, intitulat Origen de l'escut del comtat de Barcelona.
Un altre artista emblemàtic va ser Pau Milà i Fontanals (Vilafranca del Penedès, 1810 - Barcelona, 1883), que va deixar com a llegat molts dels dibuixos que va realitzar a Itàlia. Milà i Fontanals va tenir un paper cabdal com a teòric i difusor del moviment i va ser un gran defensor de la modernització de l'ensenyament.
El pintor Pelegrí Clavé i Roquer (Barcelona, 1811-1880) i l'escultor Manuel Vilar i Roca (Barcelona, 1812 - Ciutat de Mèxic, 1860) van romandre a Itàlia fins al 1845, per marxar després a Mèxic a dirigir l'Academia de San Carlos. Clavé va ser un dels millors pintors del grup i un excel·lent retratista. Vilar, l'únic escultor del grup, va deixar obres com ‘Jasó robant el velló d'or' (1836), que anunciava la força continguda del romanticisme posterior.
Joaquim Espalter i Rull (Sitges, 1809 - Madrid, 1880) va ser un dels principals difusors del corrent purista fora de Barcelona i un dels artistes predilectes de l'ambient artístic madrileny, on es va instal·lar el 1842.
Finalment, Francesc Cerdà i de Villarestau (Barcelona, 1814 - Madrid, 1881) va destacar com un excel·lent pintor de còpies. Va passar cinc anys a Roma i, abans d'establir-se a Madrid el 1843, va viatjar per Alemanya, Polònia i Turquia.
Molts artistes catalans disposaren de la possibilitat de rebre formació acadèmica a Roma gràcies als ajuts oferts per la Junta Particular de Comerç de Barcelona, d'altres sufragaren de manera privada aquesta formació. A principis del segle xix foren atrets per la doctrina del grup i el seu llenguatge artistes com: 
- Josep Arrau
- Joaquim Espalter
- Pelegrí Clavé
- Manuel Vilar
- Francesc Cerdà
- Pau Milà i Fontanals
- Claudi Lorenzale

A la col·lecció de la Reial Acadèmia Catalana de Belles Arts de Sant Jordi de Barcelona es conserven moltes de les obres que realitzaren aquests artistes tant a Roma com a Barcelona.